# Real Fábrica de Hojalata de San Miguel
La Real Fábrica de Hojalata de San Miguel fue la primera fábrica de hojalata de España y exponente de la industria española del siglo XVIII, catalogada dentro del Patrimonio Industrial de España. 

## Precedentes
Su promotor fue Miguel Topete Benegas. Durante años recorrió varios países europeos y territorios americanos, con objeto de estudiar los avances y adelantos tecnológicos e industriales del momento. Al volver de ellos, llevó a la práctica la idea de implantar una nueva industria en la serranía de Ronda, para lo cual solicitó al Rey la introducción de la fabricación de hoja de lata, totalmente novedosa en la península ibérica.
El Monarca le otorgó merced y privilegio para contar con una Real Fábrica de Hojalata, la cual  En el lugar elegido para su ubicación cerca del río Genal, se hallaba una rica mina de hierro; aún se pueden visualizar sus ruinas en el sur de la sierra de Jarastepar, en el término de Alpandeire, y cerca de Júzcar (provincia de Málaga), a unos 12 kilómetros de Ronda (Málaga).

## Historia
En 1726 el militar Miguel Topete y Venegas, I marqués de Pilares, obtuvo un Real Privilegio de Felipe V para producir hojalata en exclusividad para todo el Reino, por un plazo de 15 años. Se construyó en el período 1726-1735, con una inversión de 300.000 pesos.
Durante el siglo XVIII en la zona occidental del Reino de Granada se encontraban además, aunque de menor tamaño, las fábricas de hojalata de Genalguacil y la de Cortes de la Frontera.
A mediados de 1731 se encontraba en funcionamiento y fue ideada por los suizos Meuron y Duspaquier y dirigida durante veinte años por Cándido Antonio Grimaldi Eligieri y Silva. Para ello, fue necesario traer artesanos de Alemania, ya que el secreto de la proporción de la aleación entre el hierro y el estaño para producir hojalata que había sido descubierta en Alemania en el siglo XV había permanecido hasta el siglo XVII en el ámbito alemán.
Según cuenta la leyenda, dichos técnicos salieron en barriles, al estar prohibida la salida de artesanos cualificados a fin de preservar los secretos del estañado de la hojalata. En la Real Fábrica se producían proyectiles para la artillería, hojalata y útiles de cocina. Abarcaba todo el ciclo productivo, empleando magnetita de la mina El Robledal, entre Igualeja y Parauta. Su emplazamiento responde a la necesidad de aprovechar la fuerza hidráulica del caudal del río Genal, en su tramo de mayor pendiente. De acuerdo con el Catastro de la Ensenada de 1752 la práctica totalidad del agua de Pujerra e Igualeja era destinada por Real Privilegio a surtir a la Fábrica de Hojalata imposibilitando su uso para el regadío de cultivos con que abastecer a la población asentada en la zona con motivo de la Real Fábrica. La madera empleada para alimentar con carbón vegetal los hornos procedía de los montes en manos de la iglesia de los términos municipales de Parauta e Igualeja o de montes privados de Ronda, ocasionando su deforestación. 
Las instalaciones abarcaban una gran extensión a ambas orillas del río Genal. En la orilla derecha se encontraban el alto horno y la forja para el afino, y en la izquierda las instalaciones para la laminación y estañado, terminando completamente el producto. El conjunto lo completaban canales, azud, edificios auxiliares, caminos, almacenes, talleres y alojamiento de los trabajadores. Hasta 500 empleados llegó a tener la fábrica, que trasportaba el material en lomos de camello al ser animales de carga más adecuados que los mulos o burros. Duranta su existencia llegó a producir entre 5.000 y 10.000 toneladas de hierro colado.
A partir de 1743 comenzó su declive por el encarecimiento del transporte y falta de caudal durante por el estiaje. Para 1788 no quedaban más que los elementos de la fábrica más resistentes. Las avanzadas técnicas de producción de la Real Fábrica de Hojalata San Miguel de Ronda no tendrían igual hasta la llegada de la siderurgia malagueña y regiones industriales del norte de España durante el primer tercio del siglo XIX.

## Rehabilitación y puesta en valor
La Real Fábrica de Hojalata de San Miguel está catalogada dentro del Patrimonio Industrial de España de la Comisión Delegada del Consejo de Patrimonio Histórico Español para el Patrimonio Industrial. Se encuentra catalogada dentro del patrimonio hidráulico de la provincia de Málaga dentro de la etapa 26 de la Gran Senda de Málaga (GR-249). Los planos de la Real Fábrica se encuentran en el Instituto de Historia y Cultura Militar.
En 2018 produjo la rehabilitación de las instalaciones de la Real Fábrica de Hojalata de San Miguel que han permitido poner en valor la trascendencia cultural e histórica de este establecimiento industrial malagueño, que obtuvo el premio "Intervención en el Territorio o en el Paisaje 2018" de la asociación Hispania Nostra para la defensa, salvaguarda y puesta en valor del Patrimonio Cultural y Natural Español.